# Музей «Нас»
Музей «Нас» (англ. Museum of Us) — антропологический музей, расположенный в парке Бальбоа в Сан-Диего, Калифорния, США. Под экспозицию музея оборудованы исторические здания Калифорнийского четырёхугольника.
Постоянная экспозиция музея посвящена доколумбовой истории Западной Америки, включая материалы, относящиеся к культуре коренных американцев Южной Калифорнии и мезоамериканским цивилизациям, таким как майя. В музее также хранится коллекция древнеегипетских древностей, включая погребальные маски, статуэтки и семь расписных деревянных гробов; один из экспонатов — детский гроб эпохи Птолемея; во всем мире известно всего шесть подобных экспонатов. Общая коллекция включает более 100 000 этнографических документов, 300 000 археологических находок и 25 000 фотоизображений.

## История
Музей ведёт свою историю с Панамо-Калифорнийской выставки, которая открылась в 1915 году по случаю начала судоходства по Панамскому каналу (первый корабль по нитке нового водного пути прошёл 15 августа 1914 года). Центральный экспонат экспозиции — «История человека сквозь века» — был собран под руководством археолога доктора Эдгара Ли Хьюитта из Школы американской археологии (позднее переименованной в Школу американских исследований, а в 2007 году — в Школу передовых исследований). Хьюитт организовывал экспедиции по сбору доколумбовой керамики на юго-запад США и в Гватемалу в поисках предметов и репродукций памятников цивилизации майя. Материалы поступили от организованных антропологом Алешем Хрдличкой из Смитсоновского института экспедиций, собравших слепки и образцы из Африки, Сибири, Аляски и Юго-Восточной Азии. Также были получены костные останки и трепанированные черепа с перуанских раскопок.
Группа горожан во главе с Джорджем Марстоном основала Ассоциацию музеев Сан-Диего, чтобы сохранить коллекцию и превратить её в постоянный музей. Первым директором стал доктор Хьюитт. После выставки коллекция музея пополнилась коллекцией оружия Джессопа и редкой коллекцией артефактов из древнеегипетского города Амарна, подаренной Эллен Браунинг Скриппс и Египетским исследовательским обществом.
В период с 1935 по 1936 год название музея ненадолго изменилось на Дворец науки в связи с проведением Калифорнийско-Тихоокеанской международной выставки. Во время той экспозиции в музее проходили специальные выставки различных экспонатов, например, выставка Монте-Альбана, на которой было представлено множество артефактов, предоставленных мексиканским правительством.
В 1942 году музей был переименован в Музей человека, что отражало его антропологическую направленность. Название «Сан-Диего» было добавлено в 1978 году. Во время Второй мировой войны музей был переоборудован в госпиталь, что потребовало временной консервации для хранения его экспонатов и коллекций. После войны музей переключил внимание на народы Западной Америки, что в конечном итоге привело к значительному росту его коллекций с 1980-х до начала 1990-х годов. В настоящее время фонды музея составляют почти два миллиона экспонатов.
Музей располагается в четырёх оригинальных зданиях, оставшихся со времён Всемирной выставки 1915 года. Среди них — Калифорнийский четырёхугольник, спроектированный для выставки американским архитектором Бертрамом Гудхью, и Калифорнийская башня, одна из главных достопримечательностей Сан-Диего. Четырёхугольник и башня внесены в Национальный реестр исторических мест США. Внешняя скульптура здания была создана братьями Пиккирилло.
Главный музей расположен в здании «Калифорния» с его знаменитой башней. Башня, которая была закрыта для публики почти 80 лет, вновь открылась к столетию Панамско-Калифорнийской выставки 2015 года. В башне установлен карильон и в определённое время звон часовых механизмов разносися по всему парку Бальбоа.
Музей занимает ещё три других здания 1915 года постройки. Административные офисы и зрительный зал находятся в административном здании Гилла, к западу от музея. Первоначально известное как административное здание парка Бальбоа, оно было построено в 1911 году по проекту архитектора Ирвинга Гилла. Это было первое здание, возведённое в парке Бальбоа. На противоположной (южной) стороне Калифорнийского четырёхугольника, расположенного в здании, которое изначально было зданием изящных искусств, находится Эвернхэм-холл — банкетный зал, который также используется для временных выставок. Непосредственно рядом расположена часовня Святого Франциска — неконфессиональная часовня в испанском стиле, доступная для частных мероприятий.
2 августа 2020 года, после многолетнего процесса и череды переименований, проведённых учреждениями по всему миру после убийства Джорджа Флойда, музей официально сменил название на «Музей нас» в духе инклюзивности и деколонизации.